# Barnabás Berzsenyi
Barnabás Berzsenyi (Kemenesmihályfa, 12 febbraio 1918 – Osnabrück, 18 giugno 1993) è stato uno schermidore ungherese, vincitore di una medaglia d'argento nella scherma ai giochi olimpici.